# دختر آبی
سحر خدایاری (۱۳ دی ۱۳۶۸ – ۱۸ شهریور ۱۳۹۸) که در شبکه‌های اجتماعی با لقب دختر آبی شناخته می‌شود، از هواداران باشگاه فوتبال استقلال ایران بود که در اعتراض به دستگیری و محکومیت خود به زندان بابت تلاش برای ورود به ورزشگاه و تماشای مسابقات فوتبال تیم استقلال ایران در لیگ قهرمانان آسیا، اقدام به خودسوزی کرد و در ۱۸ شهریور ۱۳۹۸ درگذشت. واقعهٔ درگذشت او، بازتاب گسترده‌ای را در سطح جهانی و در میان هواداران ورزش فوتبال در پی داشت. این رویداد منجر به نخستین حضور گزینشی زنان ایرانی در ورزشگاه‌های فوتبال برای تماشای یک بازی ملی پس از انقلاب ۱۳۵۷ شد.

## شرح واقعه
در اسفند ۱۳۹۷، سحر خدایاری ۲۸ ساله هنگام ورود به ورزشگاه آزادی برای تماشای بازی فوتبال بین تیم‌های استقلال ایران و العین امارات در چارچوب مسابقات لیگ قهرمانان آسیا ۲۰۱۹، توسط مأموران نیروی انتظامی بازرسی‌کننده بازداشت و به زندان قرچک ورامین منتقل شد. او پس از آزادی برای باز پس گرفتن تلفن همراهش که توسط دادگاه ضبط شده بود به دادگاه انقلاب مراجعه کرد. اما قاضی پرونده حضور نداشت و جلسه دادگاه تشکیل نشد. به گزارش بی‌بی‌سی فارسی، خدایاری در دادگستری آگاه می‌شود که در صورت محکومیت ممکن است به شش ماه تا دو سال حبس برای ورود غیرقانونی به ورزشگاه محکوم شود و پس از شنیدن این خبر در مقابل دادگاه انقلاب تهران دست به خودسوزی زد. بنا بر گزارشی دیگر، او پس از آزاد شدن، گوشه‌گیر شده بود و چندبار برای بازپس‌گیری وسایل شخصی خود که هنگام بازداشت، توقیف شده بودند، به دادسرای ارشاد رفته بود؛ در آخرین مراجعه، آگاه شد که پرونده‌اش به دادگاه انقلاب تهران منتقل گشته و به شش ماه حبس تعزیری محکوم شده است و نیاز است که برای تحمل این حکم، زندانی شود.
علی مطهری نماینده مجلس نیز گفت «این خبر قطعی است که در مراجعه سحر به دادگاه، شخص غیرمسئولی به او گفته به شش ماه حبس محکوم شده‌ای». در واکنش به این مطلب غلامحسین اسماعیلی سخنگوی قوه قضائیه مطالب حاکی از اینکه فردی به سحر خدایاری گفته است «دارای محکومیت هستی و حکمی برایت صادر شده» را ناصحیح دانست و گفت این مطالب «بر اساس یک شایعه‌سازی و خبرسازی» بوده تا «ذهن افراد جامعه را مشوش کنند و خوراکی برای بیگانگان و معاندین نظام و انقلاب فراهم آورند.» وی همچنین گفت خدایاری «در مراجع قضایی به هیچ عنوان محکومیت کیفری نداشته است و اصلاً دادگاهی برای رسیدگی به پرونده او تشکیل نشده است تا بخواهد محکومیتی برای او صادر شده باشد.»
خدایاری در ۱۸ شهریور ۱۳۹۸ در اثر شدت جراحات حاصل از خودسوزی درگذشت. مأموران در دوران بستری بودن وی در بیمارستان اجازهٔ ملاقاتِ خبرنگاران با او را، با توجیه امنیتی بودنِ پرونده‌اش، نمی‌دادند. به گفتهٔ خواهر سحر، او پس از خودسوزی دچار ۹۰ درصد سوختگی شده بود.به گفتهٔ پدر سحر، پیکر دخترش پس از فوت تحویل خانواده‌اش شده و مشکلی برای دریافت پیکر، محل دفن و برگزاری مراسم خاکسپاری و ترحیم نداشته‌اند.

### پیشگیری از حضور خبرنگاران
پس از انتقال وی به بیمارستان، مأموران انتظامی به خبرنگاران اجازه ندادند که در جایی که دختر آبی بستری بوده است، حاضر شوند. این مأموران، با تهدید اینکه «پرونده سحر خدایاری امنیتی» است، همچنین به خبرنگاران هشدار دادند که برای آگاهی بیشتر از وضعیت وی، به بیمارستان سوانح و سوختگی مطهری نیز مراجعه نکنند.

### گفتگوی خانواده با رسانه‌های داخلی
پدر سحر در گفتگو با خبرگزاری مهر دربارهٔ ماجرای دستگیری دخترش گفت «سحر مشکل عصبی داشته و در روز دستگیری اعصابش به هم ریخته و فحاشی می‌کند و با مأمور نیروی انتظامی درگیر می‌شود.» او با بیان اینکه دخترش تحت تأثیر برخی دوستانش اقدام به خودسوزی کرد گفت «سحر در روزی که به دادگاه می‌رود، باز هم اعصابش به هم می‌ریزد و اقدام به خودکشی می‌کند.» خدایاری پیرامون محکومیت دخترش نیز گفت «هیچ حکمی مبنی بر زندانی شدن سحر صادر نشده و ما به عنوان خانواده سحر اعلام می‌کنیم که اصلاً قرار نبوده سحر زندانی شود.»
پخش این گزارش با انتقاداتی در شبکه‌های اجتماعی همراه شد و برخی صحت و اعتبار روایت پدر خدایاری را زیر سؤال بردند. حیدرعلی خدایاری در پاسخ به سؤال خبرنگار صداوسیما گفت «من با تمام وجودم طرفداری از نظام می‌کنم، تحت هیچ فشاری هم نیستم.»
از قول خانوادهٔ سحر خدایاری نقل شده که او یک بار دیگر هم اقدام به خودکشی کرده بود. پدر او در گفتگو با باشگاه خبرنگاران جوان با اشاره به سابقه دخترش در خودکشی گفت «او قبلاً هم به شکل دیگری می‌خواست خودکشی کند که البته نگذاشتیم این اتفاق بیفتد.» خواهر سحر نیز در گفتگو با «شهروند» با اشاره به سابقه بیماری و اختلال دوقطبی سحر گفت: «او چند سال پیش دوران دانشجویی یک‌بار اقدام به خودکشی کرد. مدتی هم در بیمارستان بستری شد. همه مدارک پزشکی‌اش موجود است.»
به گزارش بی‌بی‌سی فارسی تأکید رسانه‌های نزدیک به حکومت جمهوری اسلامی ایران؛ به سابقه خودکشی سحر، باعث شده تا برخی در صحت این ادعا تردید پیدا کنند.

## چگونگی بازداشت
سحر در ۲۱ اسفند ۱۳۹۷ با کلاه گیس آبی و پالتوی بلند قصد ورود به ورزشگاه را برای تماشای بازی استقلال با العین را داشت. مأموران تصمیم به تفتیش بدنی او داشتند اما پیش از آن خود وی فاش کرد که دختر است و توسط مأموران بازداشت شد.
دادگاه پس از بازداشت خدایاری برای آزادی‌اش وثیقه پنجاه میلیون تومانی تعیین کرد و به دلیل آن‌که تهیه این مبلغ برای خانواده‌اش دشوار بود و همچنین زمان کافی برای تهیه وثیقه نیز فراهم نبود، خدایاری ۲ روز در بازداشتگاه ماند.

## واکنش‌ها به مرگ
خودسوزی خدایاری واکنش‌های بسیاری را بین عموم مردم و چهره‌های سرشناس ورزشی و غیر ورزشی در ایران و خارج از کشور برانگیخت. وریا غفوری، احمدرضا عابدزاده، محمود فکری، علی دایی، جواد نکونام، علی پروین، مهرداد میناوند، امیر قلعه‌نویی، سیدجلال حسینی، سید مهدی رحمتی، علی کریمی، آندرانیک تیموریان، حسین ماهینی، روح‌الله باقری، میلاد میداوودی، پژمان منتظری، حنیف عمران‌زاده، فرهاد مجیدی و مسعود شجاعی از فوتبالیست‌های ایرانی و گری لینکر، هدویگ لیندال، کسواره اسلانی فوتبالیست‌های زن اهل سوئد پول پوگبا، ژروم بواتنگ و فران بلتران از فوتبالیست‌های بین‌المللی بودند که نسبت به این مسئله واکنش نشان دادند.
پوریا پورسرخ، مهناز افشار، پرویز پرستویی، بهنوش بختیاری، مهتاب کرامتی، امیر جعفری، سوسن پرور و سحر قریشی بازیگران سینمای ایران، ابی و گوگوش خوانندگان ایرانی، پروانه سلحشوری و علی مطهری نمایندگان مجلس، جعفر پناهی کارگردان ایرانی عمر مؤمنی کاریکاتوریست اهل کشور اردن و باشگاه‌های فوتبال رم، چلسی، باشگاه‌های فوتبال اسپانیایی سلتا ویگو و رئال بتیس و تیم‌های ایرانی استقلال تهران، تراکتور، سپاهان و پرسپولیس نیز از دیگر شخصیت‌ها و نهادهایی بودند که به مرگ سحر خدایاری واکنش نشان دادند.
- باشگاه فوتبال بارسلونا از طریق صفحه توئیتر خود دراین رابطه نوشت:[۴۷]

باشگاه بارسلونا از شنیدن خبر درگذشت سحر خدایاری متأسف شد و امیدواریم روح وی در آرامش باشد. فوتبال ورزشی برای همه مردان و زنان است. همه باید قادر به حضور در استادیوم‌ها باشند و از بازی زیبا لذت ببرند.— ۱۱ سپتامبر ۲۰۱۹
- شاهزاده رضا پهلوی ، در صفحه توئیترش نوشت مرگ «دختر آبی»، یکی از «غم‌انگیزترین لحظه‌های زندگی» او بوده است. وی همچنین خواستار همدلی و اتحاد برای احقاق حقوق زنان در این زمینه شده است.[۴۸]
- شماری از هواداران تیم ملی فوتبال هنگ کنگ در حین تماشای بازی ایران-هنگ کنگ در ۱۹ شهریور ۱۳۹۸، پلاکاردهایی اعتراضی در اعتراض به واقعه مرگ دختر آبی به همراه داشتند.[۴۹]
- فیلیپ لوتر، مدیر بخش تحقیقات خاورمیانه و شمال آفریقای سازمان عفو بین‌الملل، مرگ سحر را «تکان‌دهنده» خواند و افزود که باید از این دست تراژدی‌ها دیگر در آینده جلوگیری شود.[۵۰]

آنچه که بر سحر خدایاری گذشت تکان‌دهنده است و نتیجه بی‌توجهی رقت‌بار مسئولین ایران را نسبت به حقوق زنان این کشور نشان می‌دهد.
- فدراسیون بین‌المللی فوتبال بر تأمین امکان حضور زنان در ورزشگاه تأکید کرد.[۵۱] همچنین سازمان بنا کرد تا هئیتی سه نفره را برای بررسی مسئله حضور زنان در ورزشگاه‌ها به ایران بفرستد.[۵۲]
- وزارت امورخارجه ایالات متحده آمریکا، در این رابطه در صفحه توئیتر فارسی خود منتشر کرد:[۵۳]

درگذشت غم‌انگیز سحر خدایاری، دختر آبی، شاهد دیگری بر این حقیقت است که بزرگ‌ترین قربانیان این رژیم خود مردم ایران هستند.— سه‌شنبه ۱۰ سپتامبر ۲۰۱۹ برابر با ۱۹ شهریور ۱۳۹۸

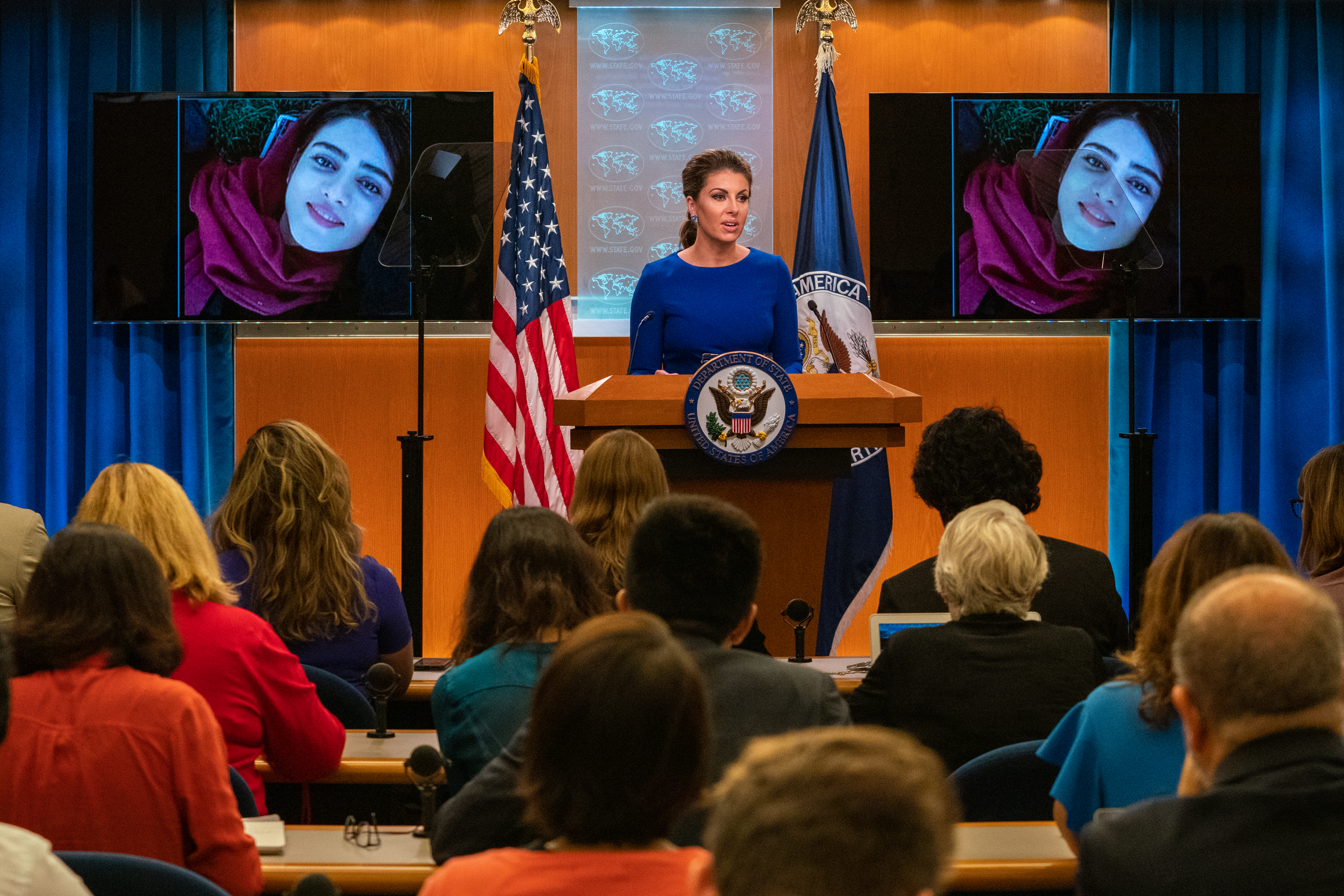
مورگان اورتگس در حال صحبت درمورد سحر خدایاری در یک کنفرانس خبری

- مورگان اورتگس سخنگوی وزارت امور خارجه آمریکا، از آنچه که او «مبارزه مردم ایران علیه حکومت سرکوبگر جمهوری اسلامی» خوانده، ابراز حمایت کرد.[۵۴][۵۵]
- فرح پهلوی آخرین شهبانوی ایران، مرگ دختر آبی را «نماد سوختن آرزوهای نیمی از جمعیت دیار کهن ایران» توصیف کرد. او ضمن اعلام تسلیت به خانواده خدایاری، گفت: «غیرقابل تصور و بسیار وحشتناک است که در قرن بیست و یکم در ایران دختری جوان به دلیل وارد شدن به یک ورزشگاه جان خود را از دست بدهد».[۵۶]
- جمعی از دختران اهل افغانستان، در ورزشگاه کابل در حین تماشای دیدار تیم‌های شاهین آسمایی و سیمرغ البرز در مرحله نیمه‌نهایی لیگ برتر فوتبال افغانستان، به نشانه حمایت و همدردی با دختران ایرانی (و به‌ویژه سحر خدایاری) با حمل کاغذهایی که هشتگ «دختر آبی» داشت به استادیوم کابل آمدند.[۵۷][۵۸]
- مگان رپینو برنده عنوان بهترین بازیکن زن فیفا در سال ۲۰۱۹ در مراسم جوایز بهترین‌های فیفا که در تاریخ ۲۳ سپتامبر ۲۰۱۹ (۱ مهر ۱۳۹۸) برگزار شد، پس از دریافت جایزه خود گفت: «برخی از داستان‌هایی که امسال بیش از بقیه برای من الهام بخش بود به رحیم استرلینگ و کالیدو کولیبالی مربوط می‌شود. آنها در طول زندگی خود با نژادپرستی روبرو بودند و همچنین آن دختر از ایران که چون نمی‌توانست بازی‌ها را ببیند، خودش را آتش زد. چنین داستان‌هایی باعث ناراحتی و ناامیدی من شد. ما این فرصت را داریم که از این بازی زیبا استفاده کنیم تا دنیا را به جای بهتری تغییر بدهیم».[۵۹]

### بازیکنان تیم فوتبال استقلال تهران
به گزارش خبرگزاری ورزش ۳، بازیکنان تیم فوتبال استقلال تهران، در اولین دیدار خود بعد از فوت سحر خدایاری که در چارچوب رقابت‌های لیگ برتر فوتبال ایران، در تاریخ ۲۴ شهریور ۱۳۹۸ در مقابل تیم فوتبال نفت مسجدسلیمان انجام گرفت، قبل از شروع مسابقه و در زمان ثبت عکس یادگاری، اقدام به پوشیدن تی‌شرت‌هایی سیاه با عنوان دختر آبی نمودند. این اقدام با واکنش مثبت کاربران شبکه‌های اجتماعی روبرو شد ولی چندی از خبرگزاری‌های اصولگرای ایران همچون خبرگزاری فارس، این اقدام را فضاسازی علیه امنیت ملی لقب دادند و خواستار برخورد مسئولان ورزشی با مسببان این رخداد، به‌خصوص وریا غفوری شدند که به عنوان عامل اصلی این اقدام معرفی شده است.

### قوه قضائیه
با دستور و به نمایندگی از رئیس قوه قضاییه جمعی از مسئولان قضایی در مراسم ترحیم سحر خدایاری در شهرکرد حضور یافتند و تسلیت سید ابراهیم رئیسی را به خانواده او ابلاغ کردند. همچنین غلامحسین اسماعیلی رئیس حوزه ریاست و سخنگوی قوه قضاییه طی تماسی تلفنی، به پدر سحر خدایاری تسلیت گفت و از مواضع او در گفتگو با رسانه‌ها که به گفته وی «مانع از تحقق اهداف بیگانگان و برخی دنباله‌های داخلی شان شده است»، تشکر کرد. پدر دختر آبی نیز از پیگیری‌ها و دلجویی مسئولان قضایی، تشکر کرد.

### صدا و سیمای جمهوری اسلامی

#### شبکه ۲
دو روز پس از مرگ دختر آبی، صدا و سیمای جمهوری اسلامی در اخبار ۲۰:۳۰ گزارشی از این موضوع پخش کرد. این گزارش که با دو روز تأخیر پخش شد، صدا و سیما وبگاه خبری خبرآنلاین و علی مطهری نماینده مجلس شورای اسلامی و دیگر رسانه‌های مستقل را به «نشر اکاذیب» متهم می‌کند. این اقدام صداوسیما منجر به واکنش این اشخاص حقیقی و حقوقی نسبت به این گزارش شد. پس از آن شورای سردبیری خبرآنلاین در بیانیه‌ای صدا و سیما را به «فرار به جلو» و دروغ‌پردازی علیه این رسانه متهم کرده و خواستار مهلت برای دفاع از خود در صداوسیما شد. علی مطهری نیز در نامه‌ای خطاب به رئیس صداوسیما خواست تا به او فرصت دفاع از خود در صدا و سیما داده شود و مانند درخواست هاشمی، درخواست او را بی‌پاسخ نگذارند.
پروانه سلحشوری، نماینده مجلس شورای اسلامی، در واکنش به این گزارش صداوسیما، با انتشار توئیتی این گزارش را «سناریوسازی» لقب داد.

#### شبکه ۳
شبکه سه سیما در برنامه پرونده ویژه تاریخ ۲۱ شهریور ۱۳۹۸ در قالب برنامه زنده تلویزیونی و با حضور محسن مهدیان و سید مجید امامی به موضوع خودسوزی اعتراضی سحر خدایاری پرداخت.

### حاشیه‌ها

#### صبا کمالی
صبا کمالی، بازیگر ایرانی سینما، پستی در صفحه اینستاگرام خود منتشر ساخت. در این پست که گفتگویی فرضی با حسین بن علی، امام سوم شیعیان، بود، کمالی خطاب به او گفت «دختر آبی» از او «مظلوم‌تر» است. پس از انتشار این متن، خبرگزاری فارس خبر داد دستور بازداشت صبا کمالی صادر شده است. هیچ مقام قضائی این ادعای خبرگزاری فارس را تأیید نکرد. ساعاتی بعد، کمالی این پست را حذف کرد. او دلیل حذف این متن را اینطور عنوان کرد که این پست «گفتگوی صمیمانه و تخیلی با امام حسین» بوده اما افراد «کج‌فهم و متعصب» به او «نسبت‌های ابلهانه» داده‌اند. جلیل محبی، دبیر ستاد احیای امر به معروف و نهی از منکر ایران، در توییتر، با اشاره به ماده‌ای از قانون مجازات اسلامی ایران در مورد «متهم به سبّ» (توهین به مقدسات مذهبی) صبا کمالی را «مجرم» خواند.

### در توییتر
کاربران توییتر با هشتگ‌های #دختر_آبی، #تا_نیاد_نمیرم و #bluegirl نسبت به این رخداد واکنش نشان دادند که موجب ترند شدن هشتگ‌ها و واکنش‌های جهانی شد. همچنین فقط در طول ۲۴ ساعت هشتگ #BanIRSportsFederations بیش از ۶۰ هزار بار از سوی ایرانیان در توییتر تکرار و خواستار محروم شدن فدراسیون‌های ورزشی جمهوری اسلامی از رقابت‌های جهانی شدند.

### صد زن بی‌بی‌سی
صد زن بی‌بی‌سی در اینستاگرام به دختر آبی برای نبردی طولانی و دشوار برای رفتن زنان ایرانی به ورزشگاه‌ها ادای احترام و از او قدردانی کرد.

## دستاوردها
- مهلت فیفا به فدراسیون فوتبال جمهوری اسلامی ایران برای رفع تبعیض جنسیتی در گشودن درهای ورزشگاه‌ها به روی زنان تا ۲۴ تیر (پانزدهم ژوئیه) ۱۳۹۸.
- اعلام لغو ممنوعیت حضور زنان در ورزشگاه‌ها از سوی حکومت جمهوری اسلامی در مهر ۱۳۹۸.
- اولین حضور زنان ایرانی به صورت رسمی در دیدار تیم ملی مردان ایران و کامبوج در مسابقات مقدماتی جام جهانی فوتبال ۲۰۲۲ در ۱۸ مهر ۱۳۹۸.
- اولتیماتوم مجدد فدراسیون جهانی فوتبال (فیفا) برای رفع ممنوعیت ورود زنان به ورزشگاه‌ها در ۷ مرداد ۱۴۰۱.
- نخستین حضور زنان ایرانی در بازی‌های لیگ برتر فوتبال در ورزشگاه آزادی در بازی استقلال-مس کرمان در ۳ شهریور ۱۴۰۱.

## فیلم
فیلم کوتاه زنگ تفریح به نویسندگی و کارگردانی نوید نیکخواه آزاد، برگرفته از ماجرای مرگ سحر خدایاری در سال ۱۳۹۹ شمسی ساخته شد. این فیلم محصول مشترک ایران و اسپانیا است و تنها فیلم داستانی است که براساس این واقعه ساخته شده است.
قهرمان فیلم، «سحر»، یک دختر دبیرستانی ۱۷ ساله است که تصمیم گرفته با کمک دوستانش در طول زنگ تفریح از مدرسه فرار کند و برای تماشای مسابقه فوتبال میان دو تیم استقلال تهران-العین امارات در چهارچوب لیگ قهرمانان آسیا به ورزشگاه آزادی برود.
این فیلم حضور موفقی در جشنواره‌های بین‌المللی داشته و جوایز متعددی کسب کرده است. از حضورهای قابل توجه این فیلم می‌توان به نمایش آن در جشنواره‌های مورد تأیید آکادمی اسکار، فیاپف و جوایز گویا اشاره کرد.
فیلم کوتاه زنگ تفریح با دریافت جایزه بهترین فیلم در بخش «ورزش و جامعه» جشنواره «کوت دازور» فرانسه (مورد تأیید فدراسیون جهانی فیلم و تلویزیون ورزشی (FICTS)) به مسابقات «چالش جهانی» "World FICTS Challenge" که به جام جهانی سینما، تلویزیون، و فرهنگ ورزشی معروف است، معرفی شد.